# Bisten-en-Lorraine
Bisten-en-Lorraine (Duits: Bisten im Loch ) is een gemeente in het Franse departement Moselle (regio Grand Est) en telt 255 inwoners (1999). De plaats maakt deel uit van het arrondissement Boulay-Moselle.

## Geografie
De oppervlakte van Bisten-en-Lorraine bedraagt 4,5 km², de bevolkingsdichtheid is 56,7 inwoners per km².
De onderstaande kaart toont de ligging van Bisten-en-Lorraine met de belangrijkste infrastructuur en aangrenzende gemeenten.

## Demografie
Onderstaande figuur toont het verloop van het inwonertal (bron: INSEE-tellingen).